# 鼎力里
鼎力里，為台灣高雄市三民區的一個行政區劃，本里現有19鄰，目前有1,786戶，人口4,498人。

## 沿革
鼎力里在二戰後原屬鼎金里，1981年，鼎力路以西獨立分出為鼎盛里，1990年，鼎力里自鼎盛里獨立分出至今。

## 範圍
- 東北界: 隔鼎中路、鼎中路554巷、560巷、鼎仁街、鼎力路267巷接鼎強里
- 東南界: 隔鼎力路接鼎金里
- 西界: 隔愛河接左營區菜公里
- 南界: 隔天祥路接鼎泰里、鼎中里
- 北界: 隔鼎中路685巷接鼎盛里

## 里內設施
- 文藻外語大學
- 鼎中商圈
- 覆鼎金變電所
- 高雄鼎金郵局